# Podoglyphiulus feae
Podoglyphiulus feae är en mångfotingart som först beskrevs av Pocock 1893.  Podoglyphiulus feae ingår i släktet Podoglyphiulus och familjen Glyphiulidae. Inga underarter finns listade i Catalogue of Life.